# Список іноземних членів Національної академії наук України
У список внесено всіх іноземних членів НАН України з 1918 року.

### А
- Аверінцев Сергій Сергійович
- Ангельскі Стефан (Angielski Stefan)
- Андерсен Оле
- Андреєв Олександр Федорович (виключений зі складу іноземних членів НАН України рішенням Загальних зборів Національної академії наук України від 15 червня 2022 року) [1]
- Аокі Хітоші (Aoki Hitoshi)
- Арата Йосіакі (Arata Yoshiaki)
- Атлурі Сатья (Atluri Satya)
- Атья Майкл (Atiyah Michael)

### Б
- Барановський Богдан (Baranowski Bogdan)
- Батлер Вільям  (Butler William)
- Бекерфордерзандфорт Крістіан (Beckervordersandforth Christian)
- Берджен Арнольд (Burgen Arnold Stanley Vincent)
- Б'єррум Нільс (Bjerrum Niels)
- Біланюк Олекса-Мирон (Bilaniuk Oleksa-Myron)
- Бовуа Данієль (Beauvois Daniel)
- Боярчук Олександр Олексійович
- Броджі-Беркофф Джованна (Brogi-Bercoff Giovanna)
- Брок Олаф (Broch Olaf)

### В
- Вельфе Владислав (Welfe Wladyslaw)
- Вертелецький Володимир (Wertelecki Wladimir)
- Ветс Роджер (Wets Roger J.-B.)
- Вільгельмссон Ганс (Wilhelmsson Hans)
- Вітязь Петро Олександрович (виключений зі складу іноземних членів НАН України рішенням Загальних зборів Національної академії наук України від 15 червня 2022 року) [1]
- Вітерспун Пол (Witherspoon Paul A.)
- Вольпе П'єтро (Volpe Pietro)
- Воргул Бейзіл (Worgul Basil V.)

### Г
- Габріель Пітер (Gabriel Peter)
- Гаврилишин Богдан Дмитрович (Hawrylyshyn Bohdan)
- Гайко Володимир (Hajko Vladimir)
- Гамота Джордж (Gamota George)
- Гарріс Айвор Р. (Harris Ivor Rex)
- Гвішіані Олексій Джерменович (виключений зі складу іноземних членів НАН України рішенням Загальних зборів Національної академії наук України від 15 червня 2022 року) [1]
- Германн Йоахім (Hermann Joachim)
- Гєйштор Олександр (Gieysztor Aleksander)
- Гірцебрух Фрідріх (Hirzebruch Friedrich)
- Грачотті Санте (Graciotti Sante)
- Григор'єв Анатолій Іванович (виключений зі складу іноземних членів НАН України рішенням Загальних зборів Національної академії наук України від 15 червня 2022 року) [1]
- Грівняк Іван (Hrivnak Ivan)
- Грін Колін (Green Colin James)
- Грюнберг-Манаго Маріанна (Grunberg-Manago Marianne)
- Гук Ігор (Guk Ihor)
- Гьобель Ернст (Goebel Ernst O.)

### Д
- Даревич Юрій (Darewych Juriy)
- Де Жен П'єр-Жіль (de Gennes Pierre-Gilles)
- Демірчян Камо Серопович (виключений зі складу іноземних членів НАН України рішенням Загальних зборів Національної академії наук України від 15 червня 2022 року) [1]
- Роман Яцків (Jackiw Roman)
- Джардіна Джорджіо (Giardina Giorgio)
- Дністрянський Станіслав (Dnistrianski Stanislaw)
- Дука Георгій Григорович

### Е
- Ебель Жан (Ebel Jean)

### Є
- Євтушенко Юрій Гаврилович (виключений зі складу іноземних членів НАН України рішенням Загальних зборів Національної академії наук України від 15 червня 2022 року) [1]

### Ж
- Жуковський Аркадій Іларіонович (Joukovskii Arkadij)
- Журавльов Юрій Іванович

### З
- Закман Берт (Zakmann Bert)
- Зелений Лев Матвійович (виключений зі складу іноземних членів НАН України рішенням Загальних зборів Національної академії наук України від 15 червня 2022 року) [1]
- Зікікі Антоніно (Zichichi Antonino)

### К
- Кабанов Віктор Олександрович
- Калоджеро Франческо (Calogero Francesco)
- Каппелер Андреас (Kappeler Andreas)
- Карубе Ісао (Karube Isao)
- Каша Майкл (Kasha Michael)
- Керімов Махмуд Керім огли
- Козак Стефан (Kozak Stefan)
- Коропецький Іван Святослав (Koropeckyj Ivan Swiatoslaw)
- Костюк Григорій (Kostiuk Hryhoriy)
- Котлінські Ришард (Kotlinski Ryszard)
- Кох Карл (Koch Karl)
- Кудрявцев Володимир Миколайович

### Л
- Лав Роберт Малколм (Love Robert Malcolm)
- Лавьоров Микола Павлович
- Лен Жан-Марі (Lehn Jean-Marie Pierre)
- Лібовіц Гарольд (Liebowitz Harold)
- Ліліус Кай Райнер (Lilius Kaj Rainer)
- Ліонс Жак-Луї (Lions Jaques-Louis)
- Лядоу Джозеф (LaDou Joseph)
- Лякишев Микола Павлович
- Львов Дмитро Семенович

### М
- Манг Герберт (Mang Herbert)
- Маркусь Василь (Markus Vasyl)
- Маркуш Штефан (Markus Stefan)
- Мейє Антуан (Meillet Paul-Jules-Antoine)
- Мєсяц Геннадій Андрійович (виключений зі складу іноземних членів НАН України рішенням Загальних зборів Національної академії наук України від 15 червня 2022 року) [1]
- Міллер Кіт (Miller Keith J.)
- Міямото Хунсі (Miyamoto Junshi)
- Мозер Майнхард (Moser Meinhard)
- Мозер Юрген (Moser Jurgen)
- Мокроносов Адольф Трохимович
- Москович Вольф (Moskovich Wolf)
- Мушинка Микола (Musinka Mikulas)

### Н
- Нгуєн Ван Дао (Nguyen Van Dao)
- Нево Евіатар (Nevo Eviatar)
- Неврлий Мікулаш (Nevrly Mikulash)
- Негер Ервін (Neher Ervin)
- Нефедов Олег Матвійович (виключений зі складу іноземних членів НАН України рішенням Загальних зборів Національної академії наук України від 15 червня 2022 року) [1]
- Ніренберг Луїс (Nirenberg Louis)
- Нотт Джон Фредерік (Knott John Frederic)
- Нудельман Михайло (Nudelman Michael)

### О
- Олсон Девід Л. (Olson Devid LeRoy)
- Ораєвський Віктор Миколайович
- Осипов Юрій Сергійович (виключений зі складу іноземних членів НАН України рішенням Загальних зборів Національної академії наук України від 15 червня 2022 року) [1]

### П
- Павлик Мачей (Pawlik Maciej)
- Панін Віктор Євгенович
- Пардалос Панос (Pardalos Panos)
- Партьє Бенно (Parthier Benno)
- Пеленський Ярослав (Pelenski Yaroslaw)
- Перит Тадеуш-Марек (Peryt Tadeusz Marek)
- Петришин Володимир (Petryshyn Wolodimir)
- Плате Микола Альфредович
- Полівка Іржі (Polivka Irzi)
- Пригожин Ілля Романович (Prigogine I.)
- Пріцак Омелян (Pritsak Omelan)
- Прохоров Олександр Михайлович

### Р
- Раєвський Клаус (Rajewsky Klaus)
- Рао Рама (Rao Rama)
- Ратайчак Генрик (Ratayczak Henryk)
- Рейвен Пітер (Raven Peter H.)
- Рика Вацлав (Ryka Waclaw)
- Ристич Момчило (Ristich Momchilo)
- Ролле Рената (Rolle Renate)
- Ротблат Джозеф (Rotblat Joseph)
- Рудницький Леонід (Rudnytzky Leonid I.)

### С
- Садовничий Віктор Антонович (виключений зі складу іноземних членів НАН України рішенням Загальних зборів Національної академії наук України від 15 червня 2022 року) [1]
- Саймон Ліндсей (Symon Lindsay)
- Сайред Ніколас (Syred Nickolas)
- Самарський Олександр Андрійович
- Седерхольм-Вильямс Стюарт (Sederholm-Williams Stewart)
- Семенов Євген Васильович (виключений зі складу іноземних членів НАН України рішенням Загальних зборів Національної академії наук України від 15 червня 2022 року) [1]
- Сендов Благовест Христов (Sendov Blagovest)
- Сінь Юань Лю (Xin Yuan Liu)
- Сойфер Валерій (Soyfer Valery)
- Сорос Джордж (Soros George)
- Сполдінг Брайан (Spalding D. Brian)
- Струк Данило (Struk Danylo)
- Стьопін Вячеслав Семенович
- Стьормер Карл (Stormer Carl)
- Субтельний Орест (Subtelny Orest)

### Т
- Тамаш Юліан (Tamash Julian)
- Тома Манфред (Thoma Manfred)

### У
- Уотсон Джеймс (Watson James Duty)

### Ф
- Фізер Джон (Fizer John)
- Франсуа Домінік (Francois Dominique)
- Фролов Костянтин Васильович
- Фуллер Барі (Fuller Barry)
- Фурукава Казуо (Furukava Kazuo)

### Х
- Хаас Алоїз (Haas Alois)
- Хабер Єжи (Haber Jerzy)
- Ху Ціхен (Hu Qi-Heng)

### Ц
- Ценк Майнхарт (Zenk Meinhhart H.)

### Ч
- Чень Сі-Шень (Chen Si-Shen)
- Чехановер Аарон (Ciechanover Aaron)
- Чжоу Гуанчжоу (Zhou Guanzhao)
- Чунь Ду Сюе (Chun-Tu Hsueh)

### Ш
- Шевельов Юрій (Shevelov George)
- Шевченко Ігор Іванович (Shevchenko Igor)
- Шимчак Генрик (Szymczak Henryk)
- Шпорлюк Роман (Szporluk Roman)
- Шумний Володимир Костянтинович (виключений зі складу іноземних членів НАН України рішенням Загальних зборів Національної академії наук України від 15 червня 2022 року) [1]

### Я
- Якубець Мар'ян (Jakobiec Marian)
- Янь Лугуан (Yan Luguang)
- Яримович Михайло (Yarymovych Michael I.)